# Apnenec
Apnenec je sedimentna kamnina, ki jo sestavlja pretežno kalcijev karbonat (CaCO3) v obliki minerala kalcita in aragonita, poleg tega pa tudi dolomit (CaMg(CO3)2).
Prvotni vir kalcita so navadno morski organizmi. Ti izločajo lupine, ki se posedajo na dno oceanov kot pelagično blato (glej lizoklina za informacije o raztapljanju kalcita). Sekundarni kalcit je lahko naložen tudi s prezasičenimi meteornimi vodami; podtalnica obarja material iz jam in odlaga delce, zaradi česar nastajajo kapniki. Drugo obliko apnenca, oolitski apnenec, sestavljajo ooliti in ga prepoznamo po zrnatem videzu. Apnenec predstavlja okoli 15 odstotkov celotne prostornine vseh sedimentnih kamnin.
Čisti apnenci so bele ali skoraj bele barve. Zaradi nečistoč, kot so ilovica, pesek, organski ostanki, železov oksid in drugih snovi, so lahko apnenci tudi obarvani, še posebej na preperelih površinah. Apnenec je lahko kristalen, klastičen, zrnast, ali kompakten, odvisno od načina nastanka. Kristali kalcita, kremen, dolomit ali barit, lahko oblikujejo manjše votline v skalah. V plasteh apnenca so pogoste grude roženca ali kremena. Skupki apnenca se dvigujejo z Zemljinega površja v pogosto spektakularnih skalnatih izdankih in otočkih. Primeri takšnih izdankov so francoski soteska Verdon, angleški Malham Cove v severnem Yorkshireu in vietnamski narodni park Zaliv Ha Long.
Travertin je kompaktna različica apnenca, ki jo najdemo ob tokovih, posebej ob slapovih in okoli gejzirjev ali tudi hladnih vrelcih vode. Izhlapevanje vode pušča raztopino, ki je prenasičena s kemijskimi sestavinami kalcita, tako da se odlaga kalcijev karbonat. V okolici slapov najdemo lehnjak, lahek porozen luknjičav travertin.
V pokrajinah, ki jih pretežno sestavlja apnenec, nastajajo kraški pojavi: vrtače, uvale, presihajoča jezera, požiralniki, kraške jame in drugi. Poimenovani so po slovenski pokrajini Kras, v 19. stoletju pa se je pomen iz geografskega razširil na splošni geološki pojem.

## Raba apnenca
Apnenec lomijo za cestne temelje, gradnjo stavb in pokrajinske gradnje, ter izdelavo apna. Posebej priljubljen je v arhitekturi; številne razpoznavne stavbe po svetu, posebej v Evropi in Severni Ameriki, so zgrajene pretežno iz tega materiala. Apnenec je lahko dostopen in ga je razmeroma preprosto rezati ali bolj dovršeno klesati. Je trpežno gradivo, odporno na vplive okolja, vendar zaradi svoje teže in cene ni praktično za visoke stavbe. Uporablja se za pročelja stavb, vendar le v tankih slojih. Raba apnenca je bila najbolj priljubljena v zgodnjem 20. in poznem 19. stoletju. Železniške postaje, banke in druge stavbe iz tega obdobja so navadno zgrajene iz apnenca.
Kadar je apnenec čist, je snežno bele barve. Takšne vrste apnenca lahko najdemo na jadranskih otokih Braču in Hvaru, kjer jih lomijo kot marmor. Organske snovi lahko obarvajo apnenec tudi sivo in črno. Takšen apnenec najdemo v Sloveniji v Podpeči pri Ljubljani. Gostota apnenca je približno 2,6 g/cm³.
Čeprav je apnenec v gradbeništvu primeren za vlažne podnebne razmere, je občutljiv na kisline, zato je v krajih, kjer izdatno uporabljajo apnenec, kisli dež velik problem. Kisline v vodi lahko obrabijo podrobnosti kipov ali drugih struktur.